# Luther (1968)
Luther ist ein US-amerikanischer Fernsehfilm aus dem Jahr 1968, der von Stuart Burge nach einem dramatischen Theaterstück von John Osborne inszeniert wurde.

## Handlung
Ein junger Augustinermönch namens Martin Luther setzt die Ordensregeln in strengster Form um und versucht auf diese Art Gott gerecht zu werden. Jahre später ist er ruhiger geworden. Doch als er erfährt, dass im nahegelegenen Jüterbog vom Dominikaner Tetzel kirchlicher Ablass verkauft wird, erzürnt ihn dies. Er veröffentlicht 95 Thesen gegen den Ablasshandel. Die hohen Würdenträger der Kirche, bis zum Papst selbst, zeigen sich wenig begeistert von Luthers Handeln. Sie wollen auf die Gewinne des Ablasshandels nicht verzichten. Luther wird schließlich auf den Reichstag zu Worms geladen. Dort soll er widerrufen. Luther reist an, widerruft jedoch nicht. Die mittelalterliche Ordnung bricht nun zusammen. Die Bauern wagen erfolglos einen Aufstand. Am Ende des Films wird Luther von einem Ritter, der auf der Seite der Bauern stand, angeklagt, er habe die Bauern verraten. Luther, der mittlerweile Katharina geheiratet hat, stellt sich nicht weiter dieser Kritik und widmet sich stattdessen seinem Familienleben.

## Hintergrund
Der Film Luther wurde von der American Broadcasting Company (ABC) hergestellt und war vermutlich der erste Lutherfilm in Farbe. Die Verfilmung entstand in der Zeit des 450. Geburtstags der Reformation. Er hatte am 29. Januar 1968 in den USA seine Premiere. In andere Länder wurde der Film nicht exportiert.